# القبلة الأخيرة (فلم 2006)
القبلة الأخيرة هو فيلم درامي كوميدي رومانسي أمريكي، انتج في عام 2006، استناداً إلى الفيلم الإيطالي القبلة الأخيرة والذي أُنتج عام 2001، من إخراج غابرييل موشينو. تدور الحبكة حول زوجين شابين وأصدقائهم، الذين يتصارعون مع مرحلة البلوغ وقضايا العلاقات والالتزام. الفيلم من بطولة زاك براف وجاسيندا باريت وكيسي أفليك وراشيل بيلسون. كتب السيناريو بول هاجيس وأخرجه توني جولدوين.
صورت معظم أجزاء الفيلم في مقاطعة ماديسون ونواحيها، والكائنة في ولاية ويسكونسن. كما هو الحال مع فيلم حديقة الدولة، شارك زاك براف في الموسيقى التصويرية للفيلم. صدر أول عرض تشويقي على موقع بزاف الرسمي في منتصف يونيو 2006.

## طاقم التمثيل
- زاك براف في دور مايكل
- جاسيندا باريت في دور جينا
- كيسي أفليك بدور كريس
- راشيل بيلسون بدور كيم
- مايكل ويستون بدور إيزي
- إريك كريستيان أولسن بدور كيني
- مارلي شيلتون في دور أريانا
- لورين لي سميث بدور ليزا
- هارولد راميس في دور البروفيسور بولر
- بليث دانر في دور آنا
- توم ويلكينسون بدور ستيفن
- داني ويلز في دور عم إيزي

## الإصدار
تم عرض القبلة الأخيرة لأول مرة في مهرجان تورونتو السينمائي الدولي. حقق الفيلم $ 11.6 مليون في الولايات المتحدة وكندا و4200000 $ في الأسواق الأخرى (بما في ذلك $ 2508416 في المملكة المتحدة).

## روابط خارجية
- العرض الدعائي للقبلة الأخيرة
- القبلة الأخيرة (فلم 2006) في روتن توميتوز.
- القبلة الأخيرة  في قاعدة بيانات الأفلام على الإنترنت (بالإنجليزية)
- القبلة الأخيرة على موقع أول موفي.